# صموئيل سالتر
صموئيل سالتر هو لاعب كرة قدم كندي، ولد في 9 أغسطس 2000 في لافال في كندا. لعب مع نادي هاليفاكس واندرورز.